# Lijst van Belgische atleten
Dit is een lijst met Belgische atleten.

## A
- Bashir Abdi
- Mounia Aboulahcen
- Eric Adère
- Leon Aelter
- Nelly Aerts
- Sara Aerts
- Lea Alaerts
- Marcel Alavoine
- Giebe Algoet
- Koen Allaert
- Stefaan Allemeersch
- Daniël Allewaert
- Eugène Allonsius
- Sylvie Ameloot
- Eddy Annys
- Arnaud Art
- Frank Asselman
- Frederik Ausloos

## B
- Elie Bacari
- Stijn Baeten
- Marleen Baggerman
- Livio Baggio
- Rani Baillievier
- Pierre Bajart
- Karin Bakker
- Pierre-Antoine Balhan
- André Ballieux
- Lucien Bangels
- Fatiha Baouf
- Filip Bardoel
- Jean-Pierre Barra
- Laures Bauwens
- Paul Beckers
- Jordy Beernaert
- Maité Beernaert
- Atelaw Bekele
- Alemitu Bekele Aga
- Omar Bekkali
- Almensh Belete
- Els Beliën
- Aimé Bequet
- Regine Berg
- Eline Berings
- Luc Bernaert
- Gerard Bertheloot
- René Bervoets
- Kristof Beyens
- Rita Beyens
- Émile Binet
- Oscar Blansaer
- Patricia Blondeel
- Veerle Blondeel
- Wim Blondeel
- Robin Bodart
- Kurt Boffel
- Elke Bogemans
- Cynthia Bolingo Mbongo
- Svetlana Bolshakova
- Nathan Bongelo Bongelemba
- Matthieu Bonne
- André Boonen
- Tinneke Boonen
- Dylan Borlée
- Jacques Borlée
- Jean-Pierre Borlée
- Jonathan Borlée
- Kevin Borlée
- Olivia Borlée
- Marc Borra
- Daniel Borrey
- Roland Borrey
- Félicien Bosmans
- Jules Bosmans
- Aaron Botterman
- Lahsene Bouchikhi
- Soufiane Bouchikhi
- Jente Bouckaert
- Maurice Boulanger
- Dorian Boulvin
- Jolien Boumkwo
- Fernand Bourgaux
- Benoît Braconnier
- François Braekman
- Pol Braekman
- Richard Brancart
- Michael Brandenbourg
- David Branle
- Hugues Branle
- Tuur Bras
- Bo Brasseur
- Karel Brems
- Gert Brijs
- Paul Brochart
- Nicole Broeckx
- Ben Broeders
- Bruno Brokken
- Auguste Broos
- Damien Broothaerts
- Laurent Broothaerts
- Mathias Broothaerts
- Marcel Brossel
- Maria Brouckmeersch
- Jean-Paul Bruwier
- Fons Brydenbach
- Joseph Brys
- Michaël Bultheel
- Piet Bultiauw
- Dries Busselot
- Brigitte Butaeye
- Anja Buysse
- Bernadette Buysse

## C
- Florent Caelen
- Nancy Callaerts
- Peter Callahan
- Corentin Campener
- Bart Carlier
- Luc Carlier
- Thomas Carmoy
- Marie-Christine Caron
- Louise Carton
- Anne Carrette
- Mathijs Casteele
- Steven Casteele
- Sonja Castelein
- Dylan Caty
- Rik Ceulemans
- Jan Chapelle
- Hugo Ciroux
- Anne Claes
- Hanne Claes
- Ivo Claes
- Jacques Claessen
- Cécile Clarinval
- Pieter Claus
- Tim Clerbout
- Rik Clerckx
- Jean-Luc Clinquart
- Ellen Cochuyt
- Henri Cockuyt
- Kris Coene
- Philippe Coenjaerts
- Véronique Collard
- Isabelle Collier
- Maurits Colman
- Véronique Colonval
- Tom Compernolle
- Solomon Commey
- Kwinten Cools
- Xavier Cooper
- Paul Coppejans
- Rosanne Corneille
- Jacques Cornet
- Marc Corstjens
- Omer Corteyn
- Paulien Couckuyt
- Eliott Crestan
- Alain Cuypers

## D
- Sofie Daelemans
- Jean Daems
- Peter Daenens
- Eline Dalemans
- Alfons Danckaerts
- Anne-Marie Danneels
- Lucas Da Silva
- Axelle Dauwens
- Elisabeth Davin
- Albert Dayer
- Gerolf De Backer
- Charles De Backere
- Xavier De Baerdemaker
- Corinne Debaets
- Corentin Debailleul
- Erik De Beck
- Henri De Belder
- Ismael Debjani
- Marc De Blander
- Stefan De Bock
- Thomas De Bock
- Carine Debode
- Ben Debognies
- Simon Debognies
- Maurice De Booser
- Dario De Borger
- Charlotte Debroux
- Jean Debroux
- Isabelle De Bruycker
- Rose-Marie De Bruycker
- Henri De Bruyne
- Katleen De Caluwé
- Louis Dechenne
- Sonja Deckers
- Louis De Clerck
- Livia De Clercq
- Patrick De Clercq
- Florence De Cock
- Wouter Decock
- Nenah De Coninck
- Hilde De Cort
- Tim De Coster
- Herman De Coux
- Marie-Claire Decroix
- Stephanie De Croock
- Bertrand De Decker
- Björn De Decker
- Clément Deflandre
- Alfred De Fleurquin
- Elena Defrère
- Fernand Degens
- Gaby De Geyter
- Adrien Deghelt
- Jelle Degraeuwe
- Ida Degrande
- Leon Degrande
- Lindsey De Grande
- Els De Groote
- André Dehertoghe
- Veerle Dejaeghere
- Marlien De Jans
- Godfried Dejonckheere
- Georges De Jonghe
- Gino De Keersmaeker
- Wesley De Kerpel
- Arthur De Laender
- Theo De Laender
- Ingrid Delagrange
- Robert Delannoit
- Jean Delarge
- Fritz Delarge
- Gérard Delarge
- Henri Delarge
- Andreas De Lathauwer
- Léopold Delcour
- Brigitte De Leeuw
- Eddy De Leeuw
- Sabrina De Leeuw
- Jacques Delelienne
- François Delloye
- Bart De Loof
- Caroline Delplancke
- Arnaud Dely
- Edith Demaertelaere
- Mario De Marchi
- Annelies De Meester
- Josette Demeuter
- Jonas De Meyer
- Ellen De Meyere
- Jacques De Moor
- Lucien De Muynck
- Alan De Naeyer
- Wendy Den Haeze
- Marcel Denis
- Valérie Denis
- Patrick De Paepe
- Eddy De Pauw
- Ghislaine De Pauw
- Lucien De Pauw
- Piet De Pauw
- Yoika De Pauw
- Alexander de Petrovsky
- Paul De Preter
- Helga Deprez
- Victor Depré
- Viviane De Pré
- Manon Depuydt
- Jean De Raedt
- Kris De Ridder
- Willy De Rijcke
- Paul De Roo
- Jean Deroy
- Aurélie De Ryck
- Pieter De Rycke
- Etienne De Ré
- Pieter De Schepper
- Frédéric Desmedt
- Louis Desmet
- Dries De Smet
- Hannelore Desmet
- Pieter Desmet
- Sabine Desmet
- Tibo De Smet
- Walter De Smet
- Justine Desondre
- Patrick Desruelles
- Ronald Desruelles
- Arnaud Destatte
- Mathilde Deswaef
- Philippe Detaellenaere
- Françoise Dethier
- Sylvia Dethier
- Roger Detry
- Marie-Christine Deurbroeck
- Pierre Devaux
- Piet Deveughele
- Peter De Vocht
- Maritza De Voeght
- Roger De Vogel
- Nathalie De Vos
- Dieudonné Devrindt
- Cyrille De Vuyst
- Christian Dewaay
- Sabine De Wachter
- Charles Dewachtere
- Els De Wael
- Roger Deweer
- Emile Dewil
- Rudi De Wyngaert
- Walter De Wyngaert
- Jeroen D'hoedt
- Ghislaine D'Hollander
- Ward D'Hoore
- Julien Diamant
- Alexander Diaz Rodriguez
- Ingrid Didden
- Marcel Dits
- Marc Dollendorf
- John Doms
- Alexander Doom
- Hilde Dosogne
- Antoine Doyen
- Raymond Driessen
- Willy Druyts
- Marcel Dubois
- Lieve Ducatteeuw
- Jarne Duchateau
- Tony Duchateau
- Myriam Duchâteau
- Nils Duerinck
- Irina Dufour
- Willy Dujardin
- Jony Dumon
- Paul Dumont
- Christophe Dupont
- Léon Dupont
- Melissa Dupré
- Thibaut Duval

## E
- Filip Eeckhout
- Kimberley Efonye
- Abdelhadi El Hachimi
- Roswitha Emonts-Gast
- Ingrid Engelen
- Stefaan Engels
- Olivier Ernst
- Tony Ernst
- Ridouane Es Saadi
- Gaston Etienne
- Cassandre Evans
- Robert Everaert
- Renée Eykens

## F
- Didier Falise
- Louis Fauconnier
- Guy Fays
- Lucie Ferauge
- Frans Feremans
- Anthony Ferro
- Evert Feyaerts
- Jacques Feyerick
- Stijn Fincioen
- Jeroen Fischer
- Alice Fleury
- Martine Florent
- Rik Folens
- Robert Folie
- Arthur Fontaine
- Louis Fortamps
- Leon Fourneau
- Louise Fricq
- André Fridenbergs

## G
- Etienne Gailly
- Sofie Gallein
- Antoinette Gallemaers
- Ferahiwat Gamachu Tulu
- Jos Gamuela Ngamunguela
- Kiné Gaye
- Mieke Geens
- René Geeraert
- Wilfried Geeroms
- Jef Gees
- Johan Geirnaert
- Marie-Paule Geldhof
- Peter Genyn
- Carlos Germonprez
- Eric Gérôme
- Kim Gevaert
- Régis Ghesquière
- Arnaud Ghislain
- Bram Ghuys
- Antoine Gillet
- Louise Gits
- Willy Goddaert
- Elke Godden
- Henri Godding
- Monique Goeffers
- Marnix Goegebeur
- Caroline Goetghebuer
- Denis Goossens
- Justine Goossens
- Zita Goossens
- Tony Goovaerts
- René Goris
- Mieke Gorissen
- Hector Gosset
- François Gourmet
- Tom Goyvaerts
- Patrick Grammens
- Frank Grillaert
- Justien Grillet
- Adolphe Groscol
- Huub Grossard
- Gaby Grotenclaes
- Nadine Grouwels
- Yassin Guellet
- Alain Guillaume
- Saliyya Guisse
- Jan Guns
- Marcel Gustin
- Dieudonné Guthy
- Erik Gyselinck

## H
- Joris Haeck
- Gitte Haenen
- Peter Haesaerts
- Henri haest
- Alex Hagelsteens
- Fernand Halbart
- Marc Hallemeersch
- Ali Hamdi
- Pieter-Jan Hannes
- Rachel Hanssens
- Lucien Hanswijk
- Adolf Hauman
- Emile Hautekeet
- Jacqueline Hautenauve
- Jente Hauttekeete
- Marc Heck
- Erik Heggen
- Tia Hellebaut
- Anouska Hellebuyck
- Eddy Hellebuyck
- Lotte Hellinckx
- Jean Hénault
- Robin Hendrix
- Sandrine Hennart
- Eléa Henrard
- Yves Henri
- Maurice Henrijean
- Georges Henrion
- Chloé Henry
- Chloé Herbiet
- Freddy Herbrand
- René Herla
- Frans Herman
- Timothy Herman
- Bert Hermans
- René Hermans
- Lars Herreman
- Hector Herremans
- Jules Herremans
- Walter Herssens
- Marcel Hertogs
- Nina Hespel
- John Heymans
- Patrick Himschoot
- Nestor Hinderyckx
- Katrien Hoerée
- Sébastien Hoffelt
- Tom Hofmans
- Victor Hofmans
- Annelies Holthof
- Victor Honorez
- Robert Hoofd
- François Hoste
- Max Houben
- Philippe Housiaux
- Timothy Hubert
- Henri Hubinon
- Julien Hutsebaut
- Lien Huyghebaert

## I
- Christian Iguacel
- Magda Ilands
- Christophe Impens

## J
- Victor Jacquemin
- Maurice Jacobowicz
- Charlotte Jacobs
- Jean-Marc Jacques
- Robert Jacqmain
- Joeri Jansen
- Daniel Janssens
- Hans Janssens
- Marine Jehaes
- Veerle Jennes
- Christel Jennis
- Boris Jidovtseff
- Natalja Jonckheere
- Hélène Joye
- René Jungers
- Danielle Justin

## K
- Madeleine Carole Kaboud Me Bam
- Nathan Kahan
- Jérôme Kahia
- Max Kahn
- Fabiano Kalandula
- Leopold Kapata
- Quentin Kebron
- Dieter Kersten
- Isaac Kimeli
- Raymond Kintziger
- Johan Kloeck
- Jeannine Knaepen
- Annie-Paule Knipping
- Guelord Kola Biasu
- Frank König
- Jean Konings
- Suzanne Krol
- Herman Kunnen

## L
- Roger Laermans
- Caroline Lahaye
- Yves Lahaye
- Catherine Lallemand
- Benoît Lambert
- Romain Lambert
- Jos Lambrechts
- Marcel Lambrechts
- Eugène Langenraedt
- Alfred Langenus
- Jozef Langenus
- Elise Lasser
- Camille Laus
- Nina Lauwaert
- Sofie Lauwers
- Jean Leblond
- Dirk Ledegen
- Hedwig Leenaert
- Bert Leenaerts
- Jean Lefebvre
- Luc Legros
- Noël Legros
- Julien Lehouck
- Jolien Leemans
- Emmanuel Lejeune
- Jef Lekens
- Loïc Lemaître
- Sietske Lenchant
- Armand Lepaffe
- Édouard Leroy
- Benjamin Leroy
- Jules Lesage
- Joseph Lesecque
- Roger Lespagnard
- Henri Lessire
- Émile Leva
- Ward Leunckens
- Laetitia Libert
- René Libert
- Serge Liégeois
- Ronny Ligneel
- Yorunn Ligneel
- Jules Limbourg
- Marjolein Lindemans
- Jan Linsen
- Fernand Linssen
- Johan Lisabeth
- Karel Lismont
- Nathalie Loubele
- Jean-Marie Louis
- Elsa Loureiro
- Albert Lowagie
- Freddy Lucq
- Guy Lukowski
- Christophe Lumen
- Mats Lunders
- Sarah Luyimi-Mbala
- Florent Luyten
- Katelijne Lyssens

## M
- Marnix Mabbe
- Florent Mabille
- Ann Maenhout
- Dimitri Maenhoudt
- Katrien Maenhout
- Griet Maes
- Jos Maes
- Marc Maes
- Merel Maes
- Steven Maginelle
- Shanna Major
- Alex Malachenko
- Rémi Malengreaux
- Djeke Mambo
- Kedjeloba Mambo
- Anne-Sophie Maréchal
- Maurice Maréchal
- Hanna Mariën
- Heidi Mariën
- Joseph Mariën
- Leo Mariën
- Nadine Marloye
- Roland Marloye
- Guillaume Marquet
- Geoffrey Marrion
- Gaston Martens
- Jos Martens
- Wilhelm Martin
- Ingeborg Marx
- Bieke Masselis
- Frédéric Masson
- Ilona Masson
- Antoine Matagne
- Siska Maton
- Arnout Matthijs
- Anneke Matthys
- Lieselot Matthys
- Thomas Matthys
- Hanne Maudens
- Bob Mauws
- Barbara Maveau
- Martine Meersman
- Geertje Meersseman
- Bart Meganck
- Liliane Meganck
- Elise Mehuys
- Francis Meirens
- Olivier Melchior
- Tania Merchiers
- Ann Mercken
- Ward Merckx
- Katja Merlin
- Willy Mertens
- Felix Meskens
- Gert Messiaen
- Domitien Mestré
- Greet Meulemeester
- Basile Meunier
- Yannick Meyer
- Lambert Micha
- Anne Michel
- Ludivine Michel
- Julien Michiels
- Yannick Michiels
- Jules Migeot
- Herman Mignon
- Philip Milanov
- Linda Milo
- Sarah Missinne
- Roger Moens (atleet)
- Roland Moens
- Eugène Moetbeek
- Marleen Mols
- Guy Moreau
- Melanie Moreels
- Peter Moreels
- Pradel Moreels
- François Morren
- Jacques Mortier
- Jennen Mortier
- Joke Mortier
- Leen Mortier
- Werner Mory
- Joseph Mostert
- Tarik Moukrime
- Hassan Mourhit
- Mohammed Mourhit
- Chamberry Muaka
- Emile Muller
- Camille Muls
- Jacqueline Muyls

## N
- William Nachtegael
- Koen Naert
- Oscar Naert
- Rani Nagels
- Guy Namurois
- Jean-Pierre N'Dayisenga
- Yanla Ndjip-Nyemeck
- Eugène Neefs
- Christian Nemeth
- Leon Nevens
- Marc Nevens
- Robert Nevens
- Frederique Neys
- Romain Nicodème
- Dirk Nicque
- Émile Ninnin
- Nathalie Nisen
- Delphine Nkansa
- Gérard Noël
- Cedric Nolf
- François Nooujaar
- Jonathan N'Senga
- Erik Nys

## O
- Michael Obasuyi
- Leonce Oleffe
- Tonia Oliviers
- Hans Omey
- Tom Omey
- Claire Orcel
- André Ornelis
- Joseph Otterbeen
- Élodie Ouédraogo
- Mariam Oulare
- Will Oyowe

## P
- Heidi Paesen
- José Paques
- Amaury Paquet
- Jordan Paquot
- Agnes Pardaens
- Mariska Parewyck
- Ann Parmentier
- Armand Parmentier
- Herman Parmentier
- Jean-Pierre Paumen
- Emiel Pauwels
- David Pecceu
- Guy Peellaert
- Francine Peeters
- Jean Baptiste Peeters
- Annelies Peetroons
- Maurice Peiren
- Frauke Penen
- Jacques Pennewaert
- Jennifer Petit
- Lucie Petit
- Francine Peyskens
- Guy Pierre
- Nicolas Pierre
- Peter Pieters
- Sven Pieters
- Anne-Marie Pira
- Jacques Pirlot
- Niels Pittomvils
- Ine Plovie
- Paul Poels
- Hannelore Poissonnier
- Karen Pollefeyt
- Willy Polleunis
- Helena Ponette
- Kris Poté
- Romain Poté
- René-Joannes Powell
- Jean-Paul Praet
- Robert Prévot
- Adolphe Prier de Saone
- Frans Prinsen
- Walter Prinsen
- Aimé Proot
- Kjell Provost
- Raymond Prudhomme
- Miel Puttemans
- Jérôme Putzeys

## Q
- Ben Quintelier
- Matthias Quintelier

## R
- Jessie Raes
- Kevin Rans
- René Ravets
- Laurence Reckelbus
- Andrew Reets
- Gaston Reiff
- Paul Remouchamps
- Marie-Thérèse Renard
- Marleen Renders
- Els Rens
- Émile Renson
- José Reveyn
- Richard Revyn
- Eric Reygaert
- Maurine Ricour
- Robert Rinchard
- Emile Rivez
- Monder Rizki
- Paul Robijns
- Audrey Rochtus
- Paul Roekaerts
- Danny Roelandt
- Renno Roelandt
- Gaston Roelants
- Tim Rogge
- Godelieve Roggeman
- Christel Rogiers
- Wesley Rombaut
- Eddy Rombaux
- Lisa Rooms
- Frank Roos
- Raymond Rosier
- Rani Rosius
- Nicasina Rossaert
- Bernard Rossignol
- Vincent Rousseau
- Matthias Rosseeuw
- Chris Rottiers
- Lucien Rottiers
- Louis Roy
- Kim Ruell
- Quentin Ruffacq
- Tim Rummens
- Ignace Russ
- Josse Ruth

## S
- Karel Sabbe
- Kris Sabbe
- Jonathan Sacoor
- Julien Saelens
- Simone Saenen
- Nicole Saeys
- Georges Salmon
- Edgar Salvé
- Dominique Sandron
- Vanessa Scaunet
- Lotte Scheldeman
- Sandra Schenkel
- Marlies Schils
- Tom Schippers
- Jean-Paul Schlatter
- Liefde Schoemaker
- Sofie Schoenmaekers
- Matthieu Schoeps
- Rik Schoofs
- Robert Schoonjans
- Leon Schots
- Adhémar Schoufs
- Robert Schoukens
- Anne Schreurs
- Georges Schroeder
- Ward Schroeven
- Terry Schueremans
- Claude Schwartz
- Remi Schyns
- Jan Sebille
- Liesbeth Sebrechts
- Rodolphe William Seeldrayers
- Catharina Segers
- Daniel Segers
- Juliette Segers
- Jacques Septon
- Julien Serwy
- Rudi Simon
- Jean Simonet
- Pieter Sisk
- Willy Slabbers
- Lieve Slegers
- Pauline Smal
- Marc Smet
- Piet Smet
- Thomas Smet
- Fanny Smets
- Henri Smets
- Omer Smet
- Anja Smolders
- Andreas Smout
- Antoine Snyders
- Tony Snyers
- Manuela Soccol
- Chris Soetewey
- Oscar Soetewey
- Peter Soetewey
- Jeanne Soffriau
- Michael Somers
- Sandra Stals
- Cindy Stas
- Guy Stas
- Stefanija Statkuvienė
- Mimi Steels
- Patrick Steemans
- Nicolas Stempnick
- Vanessa Sterckendries
- Gerard Steurs
- Catherine Stevens
- Eddy Stevens
- Léontine Stevens
- Marie Stevens
- Marnix Stevens
- Patrick Stevens
- Frank Stockmans
- Dirk Stoclet
- Veronique Storme
- Kristine Strackx
- Jesse Stroobants
- Stijn Stroobants
- Irina Sustelo
- Katleen Suys
- Sandra Swennen
- Marcel Swinnen
- Edouard Szostak

## T
- Yves Theisen
- Félix Thelismar
- Lucien Theys
- Nafissatou Thiam
- Rita Thijs
- Juliette Thomas
- Régis Thonon
- Paul Thys
- Seppe Thys
- Catherine Timmermans
- Charles Timmermans
- Lander Tijtgat
- Jenny Toitgans
- Milosz Tomanek
- Bert Tomme
- Rik Tommelein
- Guy Tondeur
- Febe Triest
- Maryline Troonen
- Pierre Trullemans
- Imana Truyers
- Myriam Tschomba
- Léon t'Serstevens

## U
- Stephan Ulrich
- Felix Uyttenbroeck
- Antoon Uytterhoeven

## V
- Sofie Van Accom
- Alfons Van Achten
- Thalia Van Acker
- Hans Van Alphen
- Francine Van Assche
- Cédric Van Branteghem
- Jolien Van Brempt
- Leen Van Brempt
- Eddy Van Butsele
- Julien Van Campenhout
- Nolan Vancauwemberghe
- Tom Vanchaze
- Heidi Van Collie
- Jo Van Daele
- Henriette Vandaelen
- Jozef Van Dalem
- Ivo Van Damme
- Jessica Van de steene
- René Vande Voorde
- Isidoor Van de Wiele
- Dorette Van de Broek
- Peter Van De Kerkhove
- Jacques Vanden Abeele
- Sigrid Vanden Bempt
- Rik Vandenberghe
- Eddy Van den Bleeken
- Raymond Vandenborre
- Dirk Van Den Bosch
- Jan Van Den Broeck
- Naomi Van den Broeck
- Wout Van den Broeck
- Stefan Van Den Broek
- Georges Vandenbroele
- Hanna Vandenbussche
- Aureel Vandendriessche
- Jan Vandendriessche
- Jerry Van den Eede
- Peter Van den Eynden
- Frederic Van Den Heede
- Ester Van den Hende
- Armand Van den Roye
- Alphonse Vandenrydt
- Willy Vandenwijngaerden
- Babette Vandeput
- Aurèle Vandeputte
- Cedric Van de Putte
- Ignace Van der Cam
- Frans Van der Steen
- Joseph Vander Wee
- Robin Vanderbemden
- Myrthe Van Der Borght
- Christa Vandercruyssen
- Elise Vanderelst
- David Vanderhaeghen
- Dirk Vanderherten
- Thomas Van Der Plaetsen
- Fred Vandervennet
- Bart Van Deursen
- Camiel Van de Velde
- Julia Vandevelde
- Tim Van de Velde
- Tommie Van de Velde
- Wim Vandeven
- Eric Van de Vijver
- Marcel Vandewattyne
- Jürgen Vandewiele
- Edouard Vandezande
- Matthieu Vandiest
- Hilde Van Dijck
- Raymond Van Dijck
- William Van Dijck
- Nele Van Doninck
- Lino Vandoorne
- Lander Van Droogenbroeck
- Virginie Vandroogenbroeck
- Georgette Vandyck
- Viviane Van Emelen
- Riet Vanfleteren
- Zenobie Vangansbeke
- Inge Vangeel
- Julien Van Genechten
- Jenny Van Gerdinge
- Maria Van Gestel
- Gino Van Geyte
- Guy Van Goethem
- Stef Vanhaeren
- Leopold Van Hamme
- Jacques Vanhee
- Charles Van Hees
- Monique Vanherck
- Rita Vanherck
- Hanne Van Hessche
- Sennah Vanhoeijen
- Elke Van Hoeymissen
- Jean Van Hoof
- Willem Van Hoof
- Jolien Van Hoorebeke
- Albert Van Hoorn
- Tom Van Hooste
- Kathleen Van Hove
- Peter Van Hove
- Willy Vanhuylenbroeck
- Jeanne van Kesteren
- Krijn Van Koolwijk
- Rudi Vanlancker
- Ria Van Landeghem
- Chris Van Landschoot
- Johan Van Leirsberghe
- Jana Van Lent
- Jorg Vanlierde
- Veerle Van linden
- Kristof Van Malderen
- Gilbert Van Manshoven
- Wim Van Meerbeeck
- Marc Van Mensel
- Theo Van Moer
- Jeroen Vanmulder
- Eddy Van Mullem
- John Van Mullem
- Dries Van Nieuwenhove
- Anne-Marie Van Nuffel
- Lucien Van Nuffel
- Remi Van Ophem
- Thomas Vanoppen
- Raymond Van Paemel
- Nick Van Peborgh
- Frans Van Peteghem
- Françoise Van Poelvoorde
- Karen Van Proeyen
- Margo Van Puyvelde
- Kurt Van Raefelghem
- Désiré Vanremortel
- Anne Van Rensbergen
- Sonia Van Renterghem
- Walter Van Renterghem
- Koen Van Rie
- Carl Van Roeyen
- Liesbeth Van Roie
- Rhune Vanroose
- Bernadette Van Roy
- Oscar Van Rumst
- Vincent Vanryckeghem
- Joske Van Santberghe
- Robert Van Schoor
- Willem Van Schuerbeeck
- Jean Van Slype
- Maarten Van Steen
- Betty Vansteenbroek
- Walburga Van Steenlandt
- Elie Van Thournout
- Elise Vantruijen
- Herman Van Uytven
- Elie Van Vlierberghe
- Johan Van Wezer
- Paul Van Winkel
- Guy Van Zeune
- Elien Vekemans
- Michael Velter
- Bob Verbeeck
- Chris Verbeeck
- Rosika Verberckt
- Hanne Verbruggen
- Ingrid Verbruggen
- Jurgen Verbrugghe
- Emile Vercken
- Jacques Vercruysse
- Jesse Vercruysse
- Roland Vercruysse
- Emile Verdonck
- Willy Vergison
- Maarten Vergote
- Karin Verguts
- Denise Verhaert
- Jan Verhaert
- Roger Verhas
- Lucien Verhees
- Marnix Verhegghe
- Frank Verhelst
- Simon Verherstraeten
- Marleen Verheuen
- Roger Verheuen
- Ruben Verheyden
- May Verheyen
- Astrid Verhoeven
- Wout Verhoeven
- Stijn Verleyen
- Koen Verlinde
- Sophie Verlinden
- Sarah Vermeir
- Isabelle Vermeiren
- Jef Vermeiren
- Jochem Vermeulen
- Doukje Vermijl
- Marc Verrydt
- Germaine Verschueren
- Sidonie Verschueren
- Hilde Vervaet
- Imke Vervaet
- Marieke Vervoort
- Jacques Vicario
- Noor Vidts
- Isidore Vignol
- Rani Vincke
- Edgard Viseur
- Melanie Vissers
- Max Vlassak
- Rudy Vlasselaer
- Kobe Vleminckx
- Auguste Vos
- Andreas Vranken
- Kathleen Vriesacker
- Vincent Vrijsen

## W
- Ruddy Walem
- Rosine Wallez
- Adolf Wanzeele
- Julien Watrin
- Maggy Wauters
- Myriam Wéry
- Erik Wijmeersch
- Eva Willemarck
- François Willems
- Elfje Willemsen
- Koen Wilssens
- Marie Louise Wirix
- Desiré Wuyts
- Gustaaf Wuyts
- Leen Wuyts
- Willy Wuyts
- Jenna Wyns
- Lode Wyns
- Raf Wyns

## X
- Frédéric Xhonneux

## Z
- Anne Zagré
- Michel Zimmermann
- Fred Zinner
- Sophie Zubiolo